# Charles-Édouard Coridon
Charles-Édouard Coridon (ur. 9 kwietnia 1973 w Le François na Martynice) – piłkarz francuski pochodzący z Martyniki, grający na pozycji środkowego pomocnika.

## Kariera klubowa
Coridon urodził się na Martynice, a karierę piłkarską rozpoczął w jednym z tamtejszych amatorskich klubów, Club Franciscain. Następnie wyjechał do Francji i został członkiem szkółki piłkarskiej En Avant Guingamp. W 1993 roku zadebiutował w barwach pierwszego zespołu w rozgrywkach trzeciej ligi francuskiej, ale już w sezonie 1994/1995 grał z Guingamp w Ligue 2. Rok później ponownie wywalczył awans o klasę wyżej i 19 lipca 1995 roku zadebiutował w Ligue 1, w wygranym 2:0 meczu z FC Martigues. W 1997 roku dotarł z Guingamp do finału Pucharu Francji, jednak jego klub uległ po serii rzutów karnych z OGC Nice. W 1998 roku spadł z Guingamp do drugiej ligi i przez rok występował na tym szczeblu rozgrywek.
Latem 1999 roku Coridon przeszedł z Guingamp do RC Lens. 6 sierpnia rozegrał swój pierwszy mecz w barwach „Les Sang et Or”, który Lens wygrało 1:0 z AS Monaco. W 2000 roku dotarł wraz z Lens do półfinału Pucharu UEFA, jednak francuski klub odpadł po dwumeczu z Arsenalem (0:1, 1:2). Kolejny i ostatni sukces z Lens osiągnął w 2002 roku, gdy wywalczył wicemistrzostwo Francji. Do 2004 rozegrał w barwach tego klubu 129 meczów i zdobył 13 bramek.
W lipcu 2004 roku Coridon został zawodnikiem Paris Saint-Germain, ówczesnego wicemistrza Francji. Debiut zawodnika w stołecznym klubie miał miejsce 11 września przeciwko FC Istres (1:1). Jesienią w rozgrywkach Ligi Mistrzów, w meczu przeciwko FC Porto zdobył gola strzałem przewrotką. Do końca sezonu rozegrał 19 spotkań ligowych w barwach PSG.
W 2005 roku Coridon trafił do tureckiego MKE Ankaragücü i przez jeden sezon występował w tureckiej Superlidze. W 2006 roku został piłkarzem amatorskiego Union Squiffec-Trégonneau.
| Sezon   | Klub                | Kraj    | Rozgrywki            | Mecze | Bramki |
| ------- | ------------------- | ------- | -------------------- | ----- | ------ |
| 1993/94 | EA Guingamp         | Francja | Championnat National | 19    | 0      |
| 1994/95 | EA Guingamp         | Francja | Ligue 2              | 37    | 2      |
| 1995/96 | EA Guingamp         | Francja | Ligue 1              | 37    | 2      |
| 1996/97 | EA Guingamp         | Francja | Ligue 1              | 28    | 3      |
| 1997/98 | EA Guingamp         | Francja | Ligue 1              | 13    | 1      |
| 1998/99 | EA Guingamp         | Francja | Ligue 2              | 30    | 5      |
| 1999/00 | RC Lens             | Francja | Ligue 1              | 28    | 2      |
| 2000/01 | RC Lens             | Francja | Ligue 1              | 16    | 1      |
| 2001/02 | RC Lens             | Francja | Ligue 1              | 27    | 3      |
| 2002/03 | RC Lens             | Francja | Ligue 1              | 26    | 1      |
| 2003/04 | RC Lens             | Francja | Ligue 1              | 32    | 6      |
| 2004/05 | Paris Saint-Germain | Francja | Ligue 1              | 19    | 0      |
| 2005/06 | MKE Ankaragücü      | Turcja  | Süper Lig            | 17    | 2      |

## Kariera reprezentacyjna
W 1993 roku Coridon zadebiutował w niezrzeszonej w FIFA reprezentacji Martyniki. W 2003 roku wystąpił z nią w Złotym Pucharze CONCACAF, jednak nie wyszedł z nią z grupy.